# Gouvernement Transbaikal
Het gouvernement Transbaikal (Russisch: Забайкальская губерния, Zabajkalskaja goebernija) was een gouvernement (goebernija) binnen de Russische Socialistische Federatieve Sovjetrepubliek. Het bestond van 10 november 1922 tot 1926. Het gouvernement ontstond uit de oblast Amoer van het keizerrijk Rusland. Het had vijf oejazden: Borzija, Nertsjinsk, Petrovsk-Zabajkalsk, Sretensk en Svobodni. Het gouvernement ging als de okroeg Zabajkalskaja in de kraj Verre Oosten op. De hoofdstad was Tsjita.